# Ключ 66
| 攴                     | 攴              | 攴              |
| ---------------------- | --------------- | --------------- |
| 65                     | 66              | 67              |
| Піньінь:               | pū              | pū              |
| Чжуїнь:                | ㄆㄨ            | ㄆㄨ            |
| Вейд-Джайлз:           | pu1             | pu1             |
| Ютпхін:                | pok3            | pok3            |
| Он:                    |                 |                 |
| Кун:                   |                 |                 |
| Кандзі:                | 攴旁 bokuzukuri | 攴旁 bokuzukuri |
| Хун:                   | 칠 chil         | 칠 chil         |
| Им:                    | 복 bok          | 복 bok          |
| Індекс у Вікісловнику: | 攴              | 攴              |

Ключ 66 — ієрогліфічний ключ, що означає складний стілець і є одним із 34 (загалом існує 214) ключів Кансі, що складаються з чотирьох рисок.
У Словнику Кансі 26 символів із 40 030 використовують цей ключ.

## Символи, що використовують ключ 66

Як писати ієрогліф.

| без додаткових | 攴 攵                                        |
| 2 додаткові    | 收 攷                                        |
| 3 додаткові    | 攸 改 攺 攻 攼                               |
| 4 додаткові    | 攽 放 敌                                     |
| 5 додаткових   | 政 敀 敁 敂 敃 敄 故                         |
| 6 додаткових   | 敆 敇 效 敉 敊 敋                            |
| 7 додаткових   | 敍 敎 敏 敐 救 敒 敓 敔 敕 敖 敗 敘 教 敚 敛 |
| 8 додаткових   | 敜 敝 敞 敟 敠 敡 敢 散 敤 敥 敦 敧 敨 敩 敪 |
| 9 додаткових   | 敫 敬 敭 敮 敯 数                            |
| 10 додаткових  | 敱 敲 敳                                     |
| 11 додаткових  | 敵 敶 敷 數 敹 敺 敻                         |
| 12 додаткових  | 整 敼 敽 敾 敿                               |
| 13 додаткових  | 厳 斀 斁 斂                                  |
| 14 додаткових  | 斃                                           |
| 15 додаткових  | 斄                                           |
| 16 додаткових  | 斅 斆                                        |